# مارينوس ديخوزن
مارينوس ديخوزن (بالهولندية: Marinus Dijkhuizen)‏ (4 يناير 1972 في هولندا - ) هو مدرب كرة قدم ولاعب كرة قدم هولندي في مركز الهجوم. لعب مع دونفرملين أثلتيك ونادي أوترخت ونادي إكسلسيور ونادي إيمن ونادي كامبور وتوب أوس.

## وصلات خارجية
- مارينوس ديخوزن على موقع قاعدة بيانات كرة القدم.إي يو (الإنجليزية)
- مارينوس ديخوزن على موقع Soccerbase.com (لاعب) (الإنجليزية)
- مارينوس ديخوزن على موقع Soccerbase.com (مدرب) (الإنجليزية)